# Сету (диалект)

Национальный флаг сету

Се́ту (самоназвание — seto kiil, эст. setu keel) — язык одноимённого народа, проживающего в юго-восточной Эстонии и в Печорском районе Псковской области России. Относится к прибалтийско-финской подгруппе финно-угорских языков уральской языковой семьи.

## Общая информация
Некоторыми лингвистами этот идиом классифицируется как говор выруского диалекта, но сами представители народа сету считают свой язык самостоятельным. По данным на 2011 год в районах Сетумаа (современные Вырумаа и Пылвамаа) проживает до 10 тыс. сету. В России проживает до 250 сету.
В 2009 году ЮНЕСКО включило данный язык в атлас исчезающих языков мира как «находящийся под угрозой исчезновения». В 2010 году правительство России внесло сету в перечень коренных малочисленных народов России.

## Лингвистическая характеристика
В вокализме сету сохранилась гармония гласных, в то время как в эстонском языке она утрачена.
Согласные звуки различаются по твёрдости и мягкости (hall' — «серый», hall — «иней»). На месте исторических согласных k и t возникла гортанная смычка, которая встречается во многих аффиксах (kalaˀ — «рыбы»).
Произошла утрата агглютинации, в словоизменении в некоторых типах основ присутствует внутренняя флексия.
Некоторые глаголы сету не спрягаются, лично-числовые формы можно различить исключительно по местоимениям. Ввиду утраты агглютинации наблюдается фузия (jäiäˀ — «оставаться», jää — «я остаюсь», jääss — «он остаётся», jäi — «я остался», jäi — «он остался»).
Падежная система представлена номинативом, генетивом, партитивом, иллативом, инессивом, элативом, аллативом, адессивом и терминативом. Локативные падежи редко употребляются в своих первоначальных значениях, их заменяют конструкциями с послелогами (Maja sais silla mano — «дом стоит у моста», где man — «у», «около», «возле»). Зато они используются в случаях выражения принадлежности, например в предложении siilil oma nõglaˀ («у ежа есть иголки») слово siili («ёж») употребляется в адессиве.
Основу лексики сету составляет прибалтийско-финский пласт. Встречаются заимствования из эстонского и русского языков (hiitra — «хитрый»). Притом некоторые русизмы встречаются только у сету, проживающих в России (tiranik — «полотенце/утиральник»). Также существуют заимствования из русского, которые сохранились только в речи сибирских сету (kos’t’ma — «в гости»). В идиоме для обозначения одного и того же понятия параллельно могут существовать заимствования и исконная лексика (paaba и vana nani — «старуха»).

## Пример текста
Параграф № 1 Всеобщей декларации прав человека на сету и родственных языках:
- сету: Kõik inemiseq sünnüseq avvo ja õiguisi poolõst ütesugumaidsist. Näile om annõt mudsu ja süämetun’stus ja nä piät ütstõõsõga vele muudu läbi kjauma.
- выруский: Kõik inemiseq sünnüseq avvo ja õiguisi poolõst ütesugumaidsis. Näile om annõt mudsu ja süämetunnistus ja nä piät ütstõõsõga vele muudu läbi käümä.
- эстонский: Kõik inimesed sünnivad vabadena ja võrdsetena oma väärikuselt ja õigustelt. Neile on antud mõistus ja südametunnistus ja nende suhtumist üksteisesse peab kandma vendluse vaim.
- финский: Kaikki ihmiset syntyvät vapaina ja tasavertaisina arvoltaan ja oikeuksiltaan. Heille on annettu järki ja omatunto, ja heidän on toimittava toisiaan kohtaan veljeyden hengessä.

## Функционирование языка
Передача языка детям нарушена. Основная сфера употребления — семейно-бытовое общение. На сету издаётся ежемесячная газета «Setomaa», её тираж составляет 2250 экземпляров. Детская мультипликационная студия при Печорской лингвистической гимназии создаёт мультфильмы на сету. В Изборске функционирует лингвистический летний лагерь для детей.